# 三苯基䏲
三苯基䏲是一种有机锑化合物，化学式为Sb(C6H5)3。它可以缩写为SbPh3。这种无色固体通常被认为是有机锑化合物的原型。它在配位化学中用作配体，有机合成中用作试剂。
SbPh3最早于1886年由三氯化锑制得：
6 Na + 3 C6H5Cl + SbCl3  →  (C6H5)3Sb  +  6 NaCl
现在使用格氏试剂，由苯基溴化镁与SbCl3反应制得。

## 化学性质
三苯基䏲和高氯酸银在乙醚中反应，得到[Ag(SbPh3)4]ClO4；和四氟硼酸银在乙醚中反应，得到[Ag(SbPh3)4]BF4。